# The Factory (película)
The Factory es una película estadounidense del 2012 del género thriller dirigida por Morgan O'Neill y protagonizada por John Cusack, Mae Whitman, Dallas Roberts, Mageina Tovah, Cindy Sampson, y Jennifer Carpenter. En la película, Cusack actúa como un policía de Búfalo (Nueva York) quien ha estado persiguiendo a un secuestrador serial que abduce mujeres jóvenes.

## Trama
En Búfalo (Nueva York) se ha producido la desaparición varias prostitutas de desde tres años atrás. El culpable es un hombre llamado Gary, que recoge una prostituta llamada Divine como una de sus últimas víctimas y la lleva a su casa. Cuando descubre que es transexual, se enoja y la asesina, la descuartiza, y pone los pedazos en el congelador. Mientras tanto, Mike Fletcher (John Cusack) es un detective que se obsesiona con el caso, al punto de que podría ser destituido de su puesto. Un problemático descanso de Día de Acción de Gracias revela que ha estado ignorando a su familia, incluyendo a su rebelde hija, Abby. Discutiendo con su madre, Abby se escabulle de su casa para estar con su novio, Tad. En el restaurante donde él trabaja, Tad rompe con ella, y Abby sale a fumar en medio de la nieve. Un conductor, que resulta ser Gary, para su coche junto a ella al confundirla con una prostituta. Tad la ve hablando con la persona del coche y cuando vuelve a mirar, ella y el coche han desaparecido. Gary secuestra a Abby y la encadena a su sótano, donde tiene a otras dos jóvenes prisioneras, Brittany y Lauren, esta última embarazada de 8 meses, y que sufren del Síndrome de Estocolmo.
Mike y su compañera, la policía Kelsey Walker, inmediatamente investigan la desaparición de Abby. Aunque inicialmente niega algún conocimiento de la desaparición de su hija, Tad va a la estación de policía y admite haber visto y hablado con Abby el día de su desaparición, e identifica entre las fotos de la comisaría a Darrell, un enfermero del área de maternidad del Hospital de Buffalo, ex sospechoso y co-conspirador de Gary, al que vio en el restaurante esa noche. Él y Gary se encontraron en el restaurante para hacer un intercambio de medicamentos. 
Mike y Kelsey interrogan a Darrell durante su turno en el hospital, pero Mike lo lastima físicamente y es apartado del caso, y decide seguir buscando a su hija por sus propios medios. Mike irrumpe en la casa de Darrell y encuentra una lista de medicinas, como heparina y ácido fólico, que Gary le ha pedido. Cuando el policía vuelve al hospital para hablar de la lista, acude al restaurante del centro sanitario donde Gary trabaja como cocinero. Intercambian unas palabras mientras el secuestrador de su hija le sirve café. Una herida en la cabeza de Gary comienza a sangrar, llamando la atención de Mike. Esta herida se la hizo en un forcejeo con una joven prostituta llamada Emma a la que intentó secuestrar, pero pudo huir. La jefa de Darrell le dice a Mike que Darrell no ha vuelto a trabajar y que la lista de medicinas está escrita por alguien que no es profesional sanitario.
Esa noche, una tormenta de nieve cierra el aeropuerto y fuerza a Darrell a quedarse en la ciudad. Mike y Kelsey rastrean a Darrell en un hotel, pero Darrell se encuentra muerto y con evidencia circunstancial plantada por Gary de que él es el secuestrador.  Mike recibe una llamada de una empresa de catering a la que pidió información sobre Darrell, pero él nunca trabajó allí. Él junta todo el rompecabezas con información de Gary, dados por una víctima que finalmente no fue secuestrada y se da cuenta de que Gary es la persona que trabajó allí y que es el secuestrador. Él y Kelsey van hacia la casa de Gary. Kelsey hace una llamada de teléfono supuestamente a sus jefes, avisando de que van para la casa del presunto culpable. Mientras tanto, Abby, quien había incriminado a Brittany por romper las reglas de Gary, lo convence de que Brittany sólo estaba celebrando el estar embarazada, usando un test de embarazo con su propia orina, puesto que ella está embaraza de su exnovio Tad, y toma el lugar de Brittany para una cena especial que había planeado Gary; ella usa esta oportunidad para acuchillarlo con un sacacorchos. Gary la avienta devuelta al sótano, donde Lauren (la otra chica embarazada) rompe aguas y se pone de parto prematuramente. Debido a que no se puede mover ni controla los músculos de cintura para abajo por un atropello de coche provocado por Gary, le pide ayuda a Abby para dar a luz a su bebé mediante cesárea.
Mike y Kelsey llegan a la casa, y Mike habla rápidamente con Abby por el intercomunicador de la casa. Abby le dice que Gary tiene el sótano bajo llave. Mike confronta y le dispara a Gary, pero Kelsey levanta la escopeta cortada de Gary y le dispara a Mike, revelando que ella estuvo del lado de Gary todo el tiempo; su infertilidad la había dejado sin poder tener hijos como ellos querían, entonces Gary puso en marcha una operación para secuestrar prostitutas y forzarlas a tener hijos. Gary muere, y antes que Kelsey matara a Mike, le revela que Abby está embarazada. Kelsey libera a Abby y toma al bebé recién nacido de Lauren, asegurándoles que estarán seguros. Poco después la policía encuentra la enfermería de Gary, la cual estaba vacía. Semanas después, Kelsey es vista en camino a otra ciudad con los bebés desaparecidos. Mientras, le deja un mensaje a Abby de felicitaciones porque va a ser madre, mientras que Abby escucha los llantos de los bebés desaparecidos en el fondo.

## Reparto
- John Cusack como Mike Fletcher.

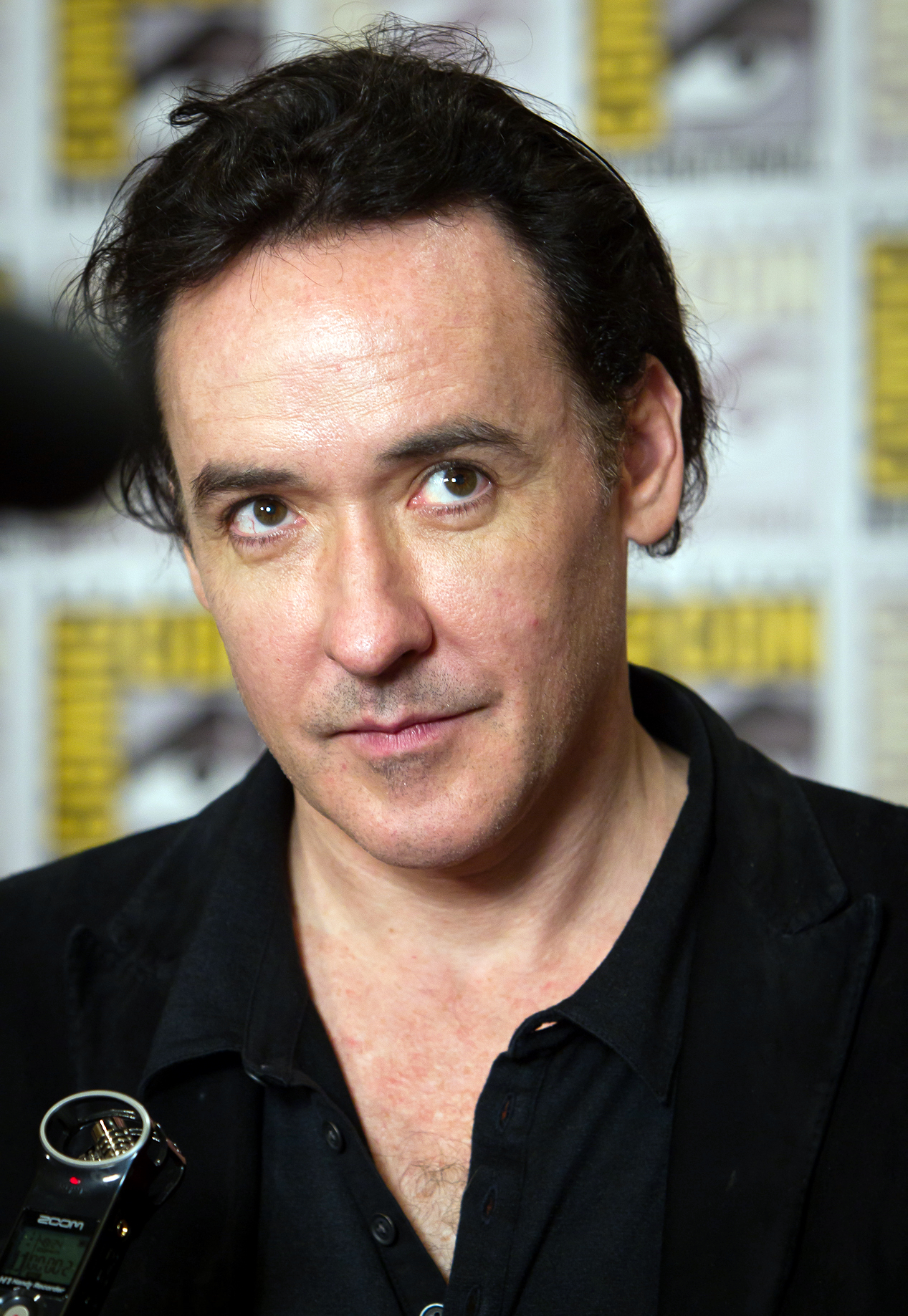
John Cusack

- Jennifer Carpenter como Kelsey Walker.
- Mae Whitman como Abby Fletcher.
- Ksenia Solo como Emma.
- Dallas Roberts como Gary Gemeaux.
- Sonya Walger como Shelly Fletcher.
- Maxim Roy como enfermera en jefe.
- Mageina Tovah como Brittany.
- Vincent Messina como Jed.
- Michael Trevino como Tad.
- Conrad Pla como Steve.
- Gary Anthony Williams como Darryl.
- Cindy Sampson como Crystal.
- Glenda Braganza como enfermera.
- Katherine Waterston como Lauren.

## Producción
La película fue filmada en Montreal, Quebec en 2008.

## Estreno
The Factory fue programada para estrenarse en diciembre del 2011, pero nunca fue estrenada en cines por Dark Castle Entertainment vía Warner Bros. La compañía después consideró el estreno en DVD a finales del 2012, pero la película fue lanzada finalmente el 19 de febrero de 2013.

## Aceptación
Jason Jenkins de Dread Central la calificó con 1/5 estrellas y la llamó «un decaído thriller familiar sin emociones, lleno de un mal guión y actores que saben hacerlo mejor.» Lauren Taylor de Bloody Disgusting la calificó con 3/5 estrellas y escribió, «Aunque tiene mucho tiempo de calma en la mayoría del tiempo de ejecución, el final de The Factory vale la pena el haberla visto.» Rohit Rao de DVD Talk la calificó con 2.5/5 estrellas y la llamó un «un thriller tierno» con «un giro sumamente tonto». Patrick Bromley de DVD Verdict escribió, «La película sólo se vuelve más tonta y estúpida conforma va avanzando, lo que lleva a un clímax verdaderamente ridículo y abandona el fondo de comercio que la película podía haber construido hasta ese momento». Scott Weinberg de Fearnet escribió, «The Factory está compuesta por siete u ocho película que ya hemos visto antes. Y no está especialmente bien compuesta».